# 江祏
江 祏（こう せき、? - 永元元年7月12日（499年8月4日））は、南朝斉の外戚。字は弘業。本貫は済陽郡考城県。

## 経歴
南朝宋の司徒右長史の江徳驎の子として生まれた。江祏の叔母が蕭道生の妻となり、蕭鸞を産んだため、江祏は蕭鸞と親しく、兄弟のようにつきあった。南朝宋の末年に晋熙国常侍を初任とした。蕭道成の下で徐州西曹・員外郎となった。建元2年（480年）、蕭鸞の下で冠軍参軍となり、灄陽県令を兼ねた。永明元年（483年）、竟陵王蕭子良の下で征北参軍・尚書水部郎となった。永明2年（484年）、蕭鸞が呉興郡太守となると、江祏はその下で郡丞となり、宣威将軍の号を加えられた。
永明年間、廬陵王蕭子卿の下で中軍功曹記室となり、安陸王蕭子敬の下で左軍諮議をつとめ、録事となり、京兆尹を兼ねた。通直郎の位を受け、南徐州別駕に任じられた。永明11年（493年）、蕭昭業の下で蕭鸞が政務を補佐すると、江祏は蕭鸞の腹心をつとめた。隆昌元年（494年）、正員郎から丹陽丞・中書郎に任じられた。同年（延興元年）7月、蕭昭文が即位し、蕭鸞が驃騎大将軍となって東府に駐屯すると、江祏はその下で諮議参軍となり、南平昌郡太守を兼ねた。蕭誄とともに東府の省内に宿直した。
蕭鸞の奪位の計画に参与し、寧朔将軍の号を受けた。10月、蕭鸞が宣城王となると、太史がひそかに「帝号を称すれば14年の治世を得る」との讖緯を蕭鸞に伝えた。蕭鸞は喜んで、江祏に示した。蕭鸞（明帝）が即位すると、江祏は衛尉を代行し、安陸県侯に封じられた。建武2年（495年）、右衛将軍の号を受け、武器の管理をつかさどった。建武4年（497年）、太子詹事に転じた。明帝の外戚として重用され、その権勢は当時第一であった。永泰元年（498年）、侍中・中書令となり、殿省に出入りした。明帝が死去すると、遺詔により江祏は尚書右僕射となった。蕭宝巻が即位すると、江祏は官吏の選挙をつかさどった。永元元年（499年）、太子詹事を兼ねた。江祏と弟の江祀、および明敬劉皇后の弟の劉暄と始安王蕭遙光・尚書令徐孝嗣・領軍蕭坦之の6人は「六貴」と呼ばれた。
蕭宝巻の失徳が明らかになると、江祏は江夏王蕭宝玄を立てようと考えた。しかし劉暄は建安王蕭宝寅を推し、江祀は年長の蕭遙光を立てるよう勧めるなど、六貴の意見は大きく異なっていた。このため江祏は遅疑逡巡して方針が定まらず、蕭遙光が激怒して側近の黄曇慶を派遣し、清渓橋の道中で劉暄を刺殺させようとした。黄曇慶は劉暄の部下の人数が多かったことから断念し、劉暄がこのことを知ると、江祏による廃立計画を蕭宝巻に密告した。このとき江祀は内殿に宿直しており、異変を疑って江祏に知らせたが、江祏は対応しなかった。江祏は命を受けて中書省に入った。蕭宝巻は袁文曠を派遣して江祏を捕らえさせ、江祏と江祀の兄弟は同日に殺害された。
中興元年（501年）、衛将軍の位を追贈された。

## 伝記資料
- 『南斉書』巻42 列伝第23
- 『南史』巻47 列伝第37